# 若葉台 (いわき市)
若葉台（わかばだい）は、福島県いわき市にある町丁である。郵便番号は971-8138。

## 地理
いわき市中央部の常磐地区に属する。常磐上矢田町中央部の丘陵地が東急建設により宅地造成され、1973年に分離新設された区域であり、全体を常磐上矢田町に囲まれている。概ね中央部を南北に貫く若葉台緑道の東側に一丁目、西側に二丁目が置かれている。平正内町内に所在するいわき中央警察署及び常磐消防署がそれぞれ管轄にあたる。

### 河川
- 矢田川（二級水系藤原川水系）

## 歴史
- 1978年 - 宅地造成に伴い常磐上矢田町より分離新設される[4]。

## 世帯数と人口
2023年10月31日現在の世帯数と人口は以下の通りである。
| 大字   | 世帯数  | 人口   |
| ------ | ------- | ------ |
| 若葉台 | 649世帯 | 1506人 |

## 小・中学校の学区
市立小・中学校に通う場合、学区は以下の通りとなる。
| 番地 | 小学校                   | 中学校                   |
| ---- | ------------------------ | ------------------------ |
| 全域 | いわき市立中央台北小学校 | いわき市立中央台北中学校 |

## 交通

### 道路
- いわき市道若葉台1号線 - （福島県道26号小名浜平線若葉台交差点とを結ぶメインアクセス路）

## 施設
- 若葉台北公園
- 若葉台南公園
- 若葉台西公園
- 若葉台緑道